# Deborah Mayo
Deborah G. Mayo (1953) es una filósofa de la ciencia y autora estadounidense. Es catedrática y profesora emérita en el Departamento de Filosofía del Instituto Politécnico y Universidad Estatal de Virginia, y tiene un cargo como visitante en el Centro de Filosofía de las Ciencias Naturales y Sociales de la Escuela de Economía de Londres.

## Trayectoria
Mayo se graduó por la Universidad Clark con una licenciatura en Matemáticas en 1974. Recibió su doctorado en Filosofía de la Universidad de Pensilvania en 1979, con la tesis titulada Philosophy of Statistics.
Fue profesora de Filosofía en el Instituto Politécnico y Universidad Estatal de Virginia entre 1979 y 2016. Impartió cursos de grado y posgrado, incluyendo de lógica introductoria y avanzada (metateoría de la lógica y lógica modal), el método científico y la filosofía de la ciencia. También ocupó cargos académicos e impartió clases en el Departamento de Economía de Virginia Tech y en el Centro para el Estudio de la Ciencia y la Sociedad.
Sus investigaciones más recientes se enfocan en desarrollar una explicación de la inferencia experimental en la ciencia basada en el razonamiento estadístico y la idea de aprender del error.

## Premios
En 1997, Mayo recibió el Premio Sturm a la Excelencia en la Investigación Docente, otorgado por la sociedad Phi Beta Kappa. Al año siguiente, en 1998, su libro Error and the Growth of Experimental Knowledge fue galardonado con el Premio Lakatos, que se otorga cada año a contribuciones inglesas publicadas recientemente sobre la filosofía de la ciencia que se consideran un trabajo destacado en el campo.
En julio de 2022, Mayo fue admitida como miembro correspondiente de la Academia Británica.

## Obra
- 1994 – Acceptable Evidence: Science and Values in Risk Management. Coeditado con R.D. Hollander, Oxford University Press.
- 1996 –  Error and the Growth of Experimental Knowledge. University of Chicago Press.[8]
- 2010 – Error and Inference: Recent Exchanges on Experimental Reasoning, Reliability, and the Objectivity and Rationality of Science. Cambridge University Press.
- 2018 – Statistical Inference as Severe Testing: How to Get Beyond the Statistics Wars. Cambridge University Press. ISBN 978-1107664647